# Margetshöchheim
Margetshöchheim – miejscowość i gmina w Niemczech, w kraju związkowym Bawaria, w rejencji Dolna Frankonia, w regionie Würzburg, w powiecie Würzburg, siedziba wspólnoty administracyjnej Margetshöchheim. Leży około 8 km na północny zachód od centrum Würzburga, nad Menem, przy linii kolejowej Frankfurt nad Menem/Fulda - Würzburg.

## Demografia
| Rok  | Liczba mieszk. |
| ---- | -------------- |
| 1970 | 2236           |
| 1987 | 2768           |
| 2000 | 3243           |

## Współpraca
Miejscowość partnerska:
- Biéville-Beuville, Francja (od 1993)